# Holopogon tomentosus
Holopogon tomentosus är en tvåvingeart som beskrevs av H. Oldroyd 1974. Holopogon tomentosus ingår i släktet Holopogon och familjen rovflugor. Inga underarter finns listade i Catalogue of Life.